# 菅原祥太
菅原 祥太（すがわら しょうた、1993年9月19日 - ）は、東京都墨田区出身の元プロ野球選手（外野手）。左投左打。NPBでは育成選手であった。

## 経歴

### プロ入り前
駿台学園高等学校では投手として活躍し、3年夏の東東京大会ではチームを3回戦まで勝ち進めた。
高校卒業後は平成国際大学に進学し野球部に所属したが、規律や練習メニューについていけず半年で退部し、大学も退学した。あらためて、日本ウェルネススポーツ大学に進学後、大学3年時より俊足と長打力を活かすため、野手に転向。主に3番バッターとして活躍した。
2016年10月20日に行われたプロ野球ドラフト会議で千葉ロッテマリーンズに育成選手枠で2位指名を受ける。同月26日、千葉ロッテマリーンズのチーフスカウト永野吉成・担当スカウト諸積兼司が指名挨拶を行った。同日のドラフト指名記者発表会で、「指名を受けた時は、ほっとしました。まだ育成で自分の力が足りない部分があるので、練習で補って上を目指します。」と述べた。
11月28日、支度金300万円、年俸240万円でロッテとの契約を結んだことが発表される。

### ロッテ時代
2017年は春季キャンプを一軍スタートで迎えた。育成入団の選手が一年目の春季キャンプから一軍スタートは球団初。しかし第一クールの最終日に腰痛を訴え離脱、第二クールから二軍でリハビリを行った。イースタン・リーグ公式戦には42試合に出場したが打率.179、0本塁打と結果を残せず、所属1年目にして10月3日に球団から戦力外通告を受けた。10月31日、自由契約公示された。
NPB他球団での現役続行を希望していたたことから、11月15日にMAZDA Zoom-Zoom スタジアム広島で開かれた12球団合同トライアウトへ参加。シートバッティング形式による対戦で、4人の投手と対戦し、4打数1安打1三振という結果を残した。

### ロッテ退団後
2018年、米独立リーグのエンパイアリーグのトライアウトに参加し、同リーグに所属するプエルトリコ・アイランダーズから5位指名される。同リーグに所属する日本人には佐野川リョウ投手、井神力投手などがいる。6月13日、開幕戦となるニューヨークバックスとの試合でスタメン出場すると、ダブルヘッダーの2試合目ではサヨナラタイムリーを含む6打数5安打1打点の活躍でヒーローインタビューに呼ばれた。チームでは主に3番ライトとして試合に出場し、シーズン成績は40試合出場、.312 2本 31打点 21盗塁。
2019年から、埼玉県に本拠地を置く社会人クラブチームの新波に加入してプレーすることになったが、同年限りで退団した。
その後は株式会社KHに入社し、同社の野球部で軟式野球をプレーしている。同部では投手としてもプレー。

## 選手としての特徴
身長1m83cm、体重95kgの体格で、50m走5秒74、スクワット230kg、ベンチプレス135kg、背筋力704N·mと高い身体能力を誇る。
バットを強く振れるのが魅力だとロッテ二軍コーチの大村巌は評していたが、プロの体感スピードには対応できなかった。

## 人物
上原浩治似であることから中学時代のニックネームは「上原」
乃木坂46のファンでありライブや握手会にも行ったこともある。推しメンは若月佑美。

## 詳細情報

### 年度別打撃成績
- 一軍公式戦出場なし

### 背番号
- 122（2017年）
- 22（2018年）
- 9〔2021〜2022年〕
- 1 〔2023年〕